# Hydraena maureenae
Hydraena maureenae är en skalbaggsart som beskrevs av Perkins 1980. Hydraena maureenae ingår i släktet Hydraena och familjen vattenbrynsbaggar. Inga underarter finns listade i Catalogue of Life.